# Fontana della Botticella
Fontana della Botticella är en fontän vid Largo di San Rocco i Rione Campo Marzio i Rom. Fontänen, som är belägen mellan kyrkorna San Rocco all'Augusteo och San Girolamo dei Croati, invigdes år 1774. Fontänen förses med vatten från Acqua Vergine. 

## Beskrivning
Fontana della Botticella beställdes av påve Clemens XIV för Confraternita degli Osti e Barcaioli, en sammanslutning för gästgivare och båtsmän. Ur munnen på ett manshuvud rinner vattnet ner i ett övre kar och sedan i ett nedre kar. Längst ner ses en liggande tunna (botticella).
Fontänen var ursprungligen belägen vid Palazzo Valdambrini. I samband med friläggandet av Augustus mausoleum under 1930-talet revs palatset och fontänen flyttades till en nisch i den valvbyggnad som förenar de bägge kyrkorna San Rocco och San Girolamo.

## Bilder
| - Largo di San Rocco med Fontana della Botticella. |